# Wallroda (Arnsdorf)
Wallroda ist ein Ortsteil der Gemeinde Arnsdorf bei Dresden im sächsischen Landkreis Bautzen und hat eine eigene Gemarkung, die sich über ein Gebiet von 6,31 km² erstreckt. Der Ort hat 438 Einwohner (Stand: 27. Juni 2024). Wallroda war bis zu seiner Eingemeindung 1999 eine selbständige Gemeinde.

## Geografie

### Geografische Lage und Geologie
Das Waldhufendorf Wallroda liegt beidseits der Großen Röder im Radeberger Land. Hinter dem Röderknie am westlichen Dorf-Ende beginnt das Landschaftsschutzgebiet Hüttertal, das in seiner gesamten Länge von der Großen Röder durchflossen wird.
Das Ortsgebiet liegt am Westrand der Lausitzer Platte, die zum Naturraum Westlausitzer Hügel- und Bergland gehört. Untergrundgesteine der Gegend sind vor allem Granodiorit und Grauwacke, welche im benachbarten Hüttertal stellenweise offen zu Tage treten.

### Nachbarorte und -regionen

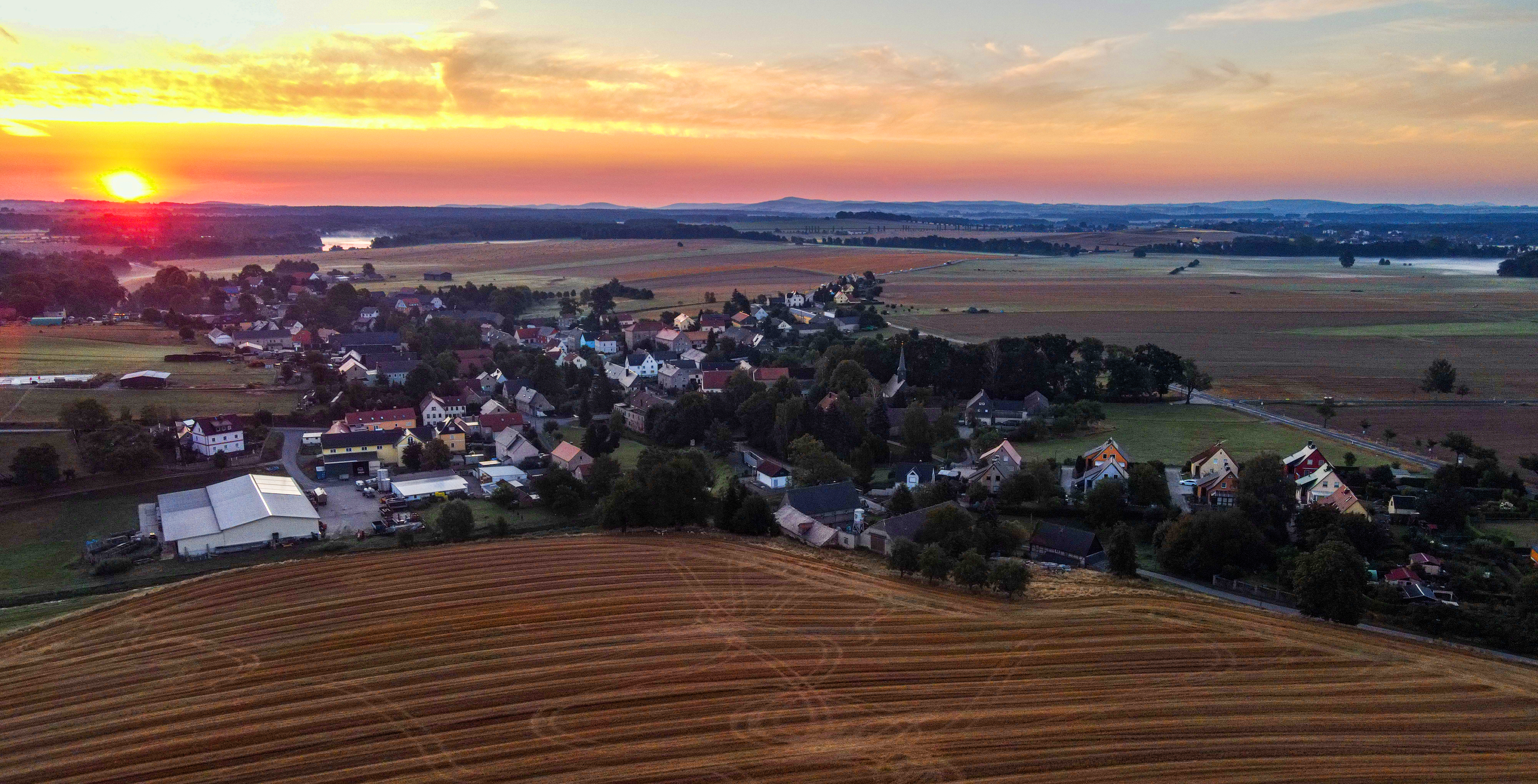
Blick Richtung Stausee

| Hüttertal, Radeberg       | Leppersdorf, Pulsnitz                       | Kleinröhrsdorf, Großröhrsdorf |
| Radeberg, Dresdner Heide  | Kompassrose, die auf Nachbargemeinden zeigt | Talsperre Wallroda, Massenei  |
| Großerkmannsdorf, Dresden | Kleinwolmsdorf                              | Arnsdorf, Stolpen             |

## Geschichte

### Ortsgeschichte
Die ersten Gebäude in der Gemarkung Wallroda lassen sich im 11. und 12. Jahrhundert feststellen. Eingewanderte Bauern aus Thüringen und Franken errichteten die ersten Hütten. Aufgrund der schwierigen geografischen und geologischen Verhältnisse und des dichten Waldes entwickelte sich der Ort langsam.

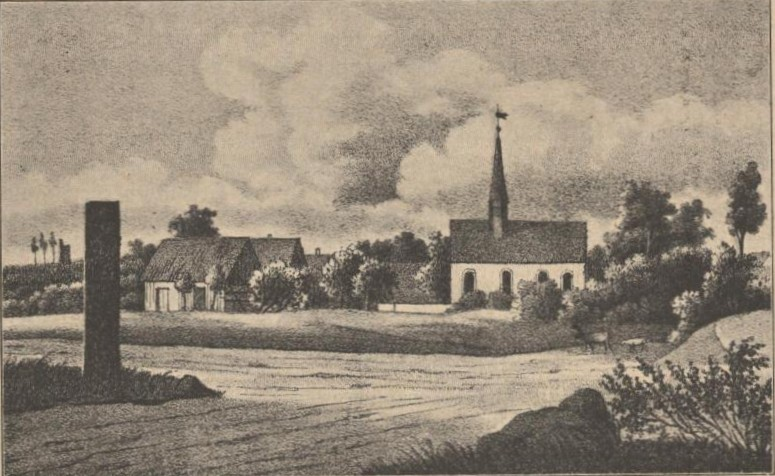
Wallroda ca. 1840; links am Horizont ist der Felixturm im damals noch unbewaldeten Hüttertal zu erkennen

Im Jahr 1349/50 wird das Dorf im Lehnbuch Friedrich des Strengen, Markgraf von Meißen und Landgraf von Thüringen, das erste Mal urkundlich erwähnt. Der Name Wallroda (alte Namensformen: Waldenrode (1350), Waldynrode (1378), Waldrade (1517)) deutet auf die Rodung eines Waldes zur Besiedelung hin (Rodungsdorf).
Als während des Siebenjährigen Krieges im September 1758 die Truppen von Friedrich II. über Dresden in Richtung Oberlausitz vorrückten, um gegen die Truppen des österreichischen Feldherrn Gideon Ernst von Laudon zu kämpfen, besetzten die preußischen Soldaten unter der Führung von General Wolf Friedrich von Retzow Wallroda und Kleinwolmsdorf.
Im 17. Jahrhundert fielen 83 Einwohner Wallrodas der Pest zum Opfer. Das entsprach etwa einem Drittel aller Dorfbewohner. Am 10. Mai 1684 verwüstete ein schwerer Gewitter- und Hagelsturm das gesamte Rödertal. Zahlreiche Menschen kamen dabei zu Tode, weidende Tiere wurden vom Hagel erschlagen und Felder verwüstet. An den meisten Gebäuden wurden die Dächer und Fenster zerstört. Im Juni 1804 suchte eine verheerende Flut der Großen Röder Wallroda heim. Gemäß Überlieferungen standen die Wohnhäuser an der Großen Röder bis zum zweiten Stockwerk unter Wasser. Sämtliche Brücken des Wallrodaer Rödertals wurden von den Wassermassen zerstört. Neben vielen Todesopfern waren auch hohe Nutzviehverluste zu verzeichnen. Die Schäden in der Landwirtschaft führten zu einer schweren Hungersnot in der gesamten Gegend. Der damalige Kurfürst von Sachsen, Friedrich August III. („der Gerechte“) unterstützte daraufhin die Region mit Korn aus den herrschaftlichen Getreidemagazinen. 1830 und 1897 verwüsteten große Brände den Ort.
Etwa ab der Mitte des 19. Jahrhunderts gab es im Dorf mehrere Schankwirtschaften und gastronomische Einrichtungen. An der Straße nach Radeberg befand sich das Erbgericht Wallroda (1898–1950er). An der Straße nach Kleinröhrsdorf befand sich von 1870 bis 1949 eine Gastwirtschaft (ab 1898 Hörnigs Gasthof). 1949 bis 1990 war der örtliche Kindergarten in diesem Gebäude untergebracht. Von 1864 bis 1992 existierte der Gasthof Wallroda (als Commun-Schankgebäude gegründet). Gegenüber des Gasthofes befand sich zu Zeiten der DDR der Dorfkonsum. Die Verkaufsstelle wurde Anfang der 1990er Jahre geschlossen.
Im Ersten und im Zweiten Weltkrieg blieb Wallroda von Zerstörungen verschont.

### Eingemeindungen
Wallroda wurde im Zuge der Gemeindereform am 1. Januar 1999 in die Gemeinde Arnsdorf eingemeindet.

### Einwohnerentwicklung
Wallroda erlebte Ende des 19. Jahrhunderts ein starkes Bevölkerungswachstum, welches erst durch die Weltkriege abgeschwächt wurde. Die höchste Einwohnerzahl erreichte die Ortschaft in der Nachkriegszeit. Danach war die Bevölkerungszahl stark rückläufig.
| Jahr      | 1551 | 1764 | 1834 | 1871 | 1890 | 1910 | 1925 | 1939 | 1946 | 1950 | 1964 | 1990 |
| --------- | ---- | ---- | ---- | ---- | ---- | ---- | ---- | ---- | ---- | ---- | ---- | ---- |
| Einwohner | 180  | 255  | 388  | 483  | 498  | 833  | 802  | 802  | 876  | 905  | 767  | 528  |

Auch nach der Eingemeindung nach Arnsdorf hielt der Bevölkerungsrückgang weiter an und stabilisierte sich erst ab 2015. Derzeit leben in Wallroda 438 Einwohner (Stand: 27. Juni 2024).
| Jahr      | 2000 | 2003 | 2006 | 2009 | 2012 | 2015 | 2019 | 2020 | 2022 | 2023 |
| --------- | ---- | ---- | ---- | ---- | ---- | ---- | ---- | ---- | ---- | ---- |
| Einwohner | 487  | 469  | 460  | 450  | 417  | 431  | 429  | 438  | 443  | 435  |

## Politik

### Ortschaftsrat
Der Ortschaftsrat von Wallroda besteht seit der Kommunalwahl am 9. Juni 2024 aus fünf Ratsmitgliedern der folgenden Wählervereinigungen:
| Partei                                      | Sitze |
| ------------------------------------------- | ----- |
| Unabhängige Interessengemeinschaft Wallroda | 3     |
| Bürgerforum e. V.                           | 1     |
| CDU                                         | 1     |

Die Wahlbeteiligung lag bei 72,3 %. Die Sitzungen des Ortschaftsrates finden in den Räumen des ehemaligen Rates der Gemeinde Wallroda statt.

### Ortsvorsteher
Zum Ortsvorsteher wurde das Ortschaftsratsmitglied Hans-Jörg Woywod (Unabhängige Interessengemeinschaft Wallroda) gewählt.

## Kultur und Sehenswürdigkeiten

### Bauwerke

#### Kirche
Mitte des 14. Jahrhunderts wurde erstmals eine Kirche in Wallroda erwähnt. Die Entstehung ist lückenhaft dokumentiert. Bis zur Reformation galt sie als Wallfahrtsort. Die Kirche steht zusammen mit der alten Friedhofsmauer und zwei Gedenksteinen unter Denkmalschutz. In der Kirche befand sich zwischen 1865 und 1902 eine Orgel von Gottfried Silbermann. Diese befindet sich heute im St.-Petri-Dom in Bremen.

#### Wallrodaer Mühle

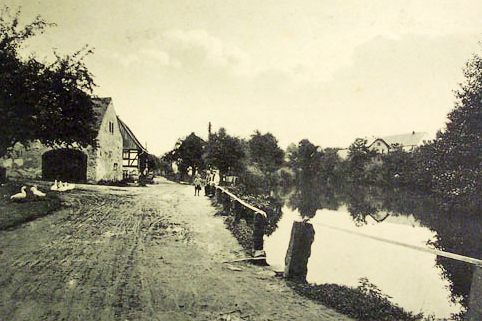
Alte Ortsansicht (1926), rechts im Bild der Mühlteich

Die Wallrodaer Mühle, eine Wassermühle an der Großen Röder, ist spätestens seit 1474 im Lohnsteuerbuch des Amtes Radeberg nachgewiesen. Der erste namentlich überlieferte Mühlenbesitzer ist Simon Bertert im Jahr 1571. Die Mühlenbesitzer wechselten im Laufe der folgenden Jahrhunderte mehrfach durch Verkäufe und Zwangsversteigerungen. Nach einem Brand 1807 erwarb Johann Gottfried Lehmann aus Altstadt (heute Stolpen) die Mühle, dieser Kauf ist in einem Türstock, der erhalten blieb, festgehalten. Die Mühle fungierte sowohl als Getreidemühle mit zwei Mahlgängen, als auch als Sägemühle mit einem Sägegatter. Um die Räder der Wassermühle anzutreiben, wurde die Große Röder als Mühlteich im Ort angestaut. Ab 1871 wurde durch die damaligen Besitzer der Mühle, Familie Zinnert, mit dem Verkauf eigener Backwaren begonnen. Im Jahr 1896 wurde die Mühle an Ernst Otto Philipp aus Fischbach verkauft. Philipp baute einen neuen Backofen in ein Nebengebäude der Mühle. Um den Bauern des Ortes die Anlieferung des Getreides zu erleichtern, wurde eine Furt durch die Große Röder errichtet. Das Sägegatter der Mühle war bis Anfang des 20. Jahrhunderts in Betrieb. Der Mühlteich wurde im Rahmen von Verhandlungen mit der Oberflussmeisterei Dresden wegen Hochwassergefährdungen im Jahr 1975/76 trockengelegt, die Große Röder wurde dabei begradigt und an der Mühle vorbei geleitet. 1976 wurde ein Mühlstein zum Gedenken an das 100-jährige Bestehen der Mühle im Besitz der Familie Philipp in die Außenmauer eingelassen. Die Gebäude der Mühle stehen unter Denkmalschutz und befinden sich in privatem Besitz.

### Gedenkstätten

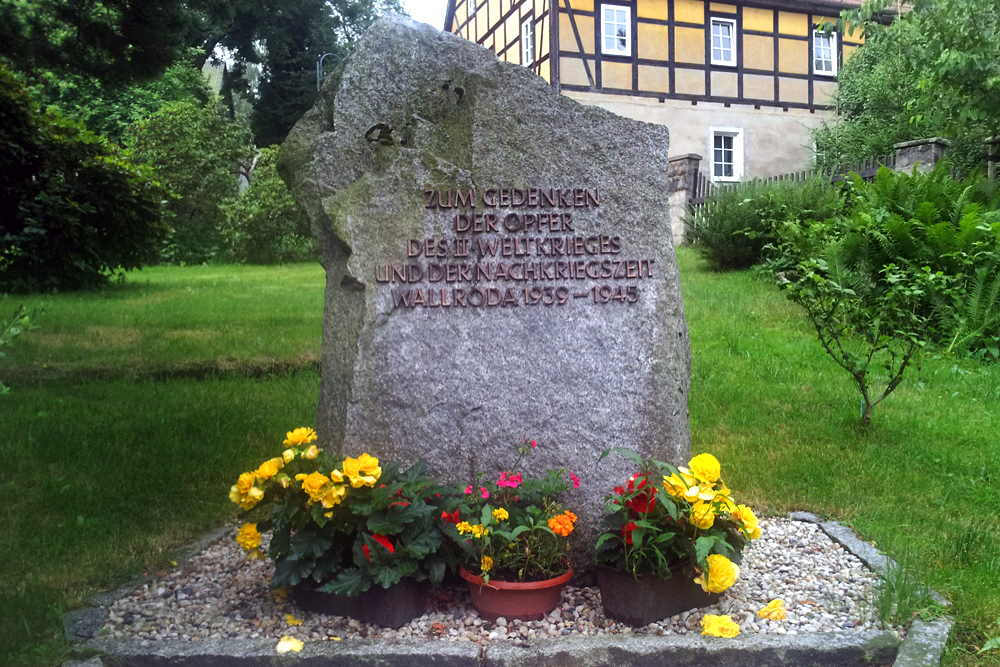
Gedenkstein

An der nördlichen Außenfassade der Kirche befinden sich Gedenktafeln zur Erinnerung an die Gefallenen des Ersten Weltkrieges.
Ein Denkmal links neben der Kirche an der Friedhofsmauer erinnert an drei sowjetische Kriegsgefangene aus dem Arbeitserziehungslager Radeberg, die auf einer Landstraße in der Nähe des Ortes im April 1945 ermordet wurden.
Im öffentlich zugänglichen Garten neben dem Gebäude des ehemaligen Rates der Gemeinde befindet sich ein Gedenkstein für die im Zweiten Weltkrieg gefallenen Einwohner der Gemeinde.

### Kulturdenkmale
→ Siehe: Liste der Kulturdenkmale in Wallroda

### Natur und Umwelt

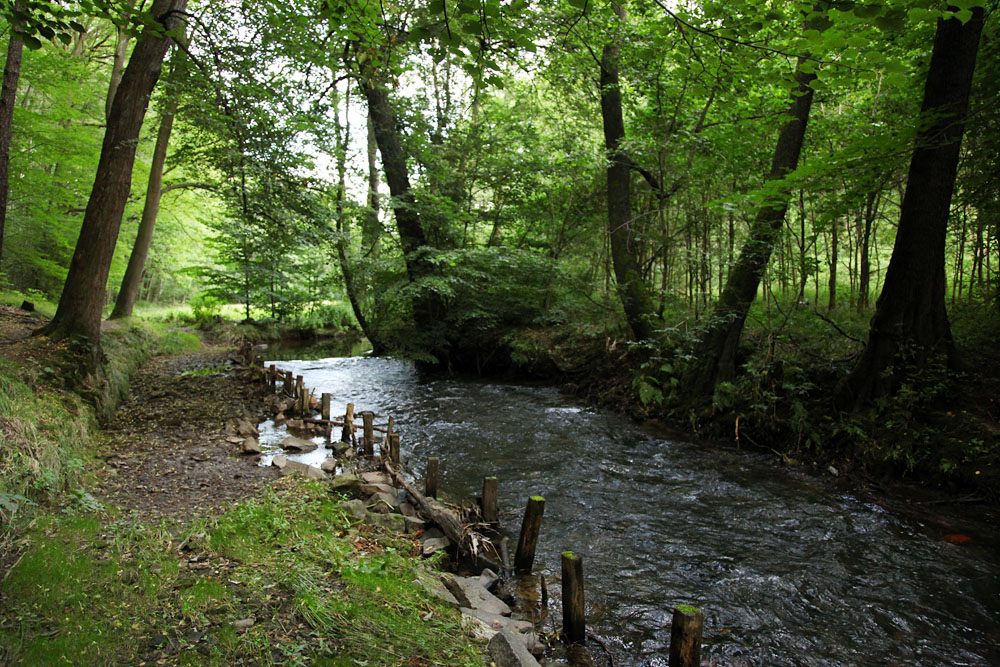
Die Große Röder im Hüttertal nahe Wallroda

Die Talsperre Wallroda ist ein Wasserspeicher bei Wallroda, der ursprünglich für die Brauchwasserversorgung der Landwirtschaft (Bewässerung) und Fischerei gebaut wurde. Angeln, Camping und Baden sind dort möglich. Durch den Ort fließt die Große Röder in Richtung Radeberg. 1975/76 wurde das Flussbett begradigt und mit einem trapezförmigen Ausbauprofil befestigt. Die Uferböschung wurde mit Rasen begrünt. Das Profil wird im Ortsbereich nur durch ein kurzes Stück Ufermauer im Bereich einer Brücke unterbrochen. In Radeberg fließt sie mit der Schwarzen Röder zur Großen Röder zusammen. Bis zum Zusammenfluss wird die Große Röder auch als Weiße Röder bezeichnet.
Nordwestlich von Wallroda erstreckt sich in Richtung Radeberg das Hüttertal. Das seit 1954 als Landschaftsschutzgebiet ausgewiesene Kerbtal der Großen Röder war eines der ersten und gleichzeitig kleinsten Landschaftsschutzgebiete der damaligen DDR. Die europäische FFH-Richtlinie weist das Hüttertal zudem als Vogelschutzgebiet aus.

### Vereine und Veranstaltungen

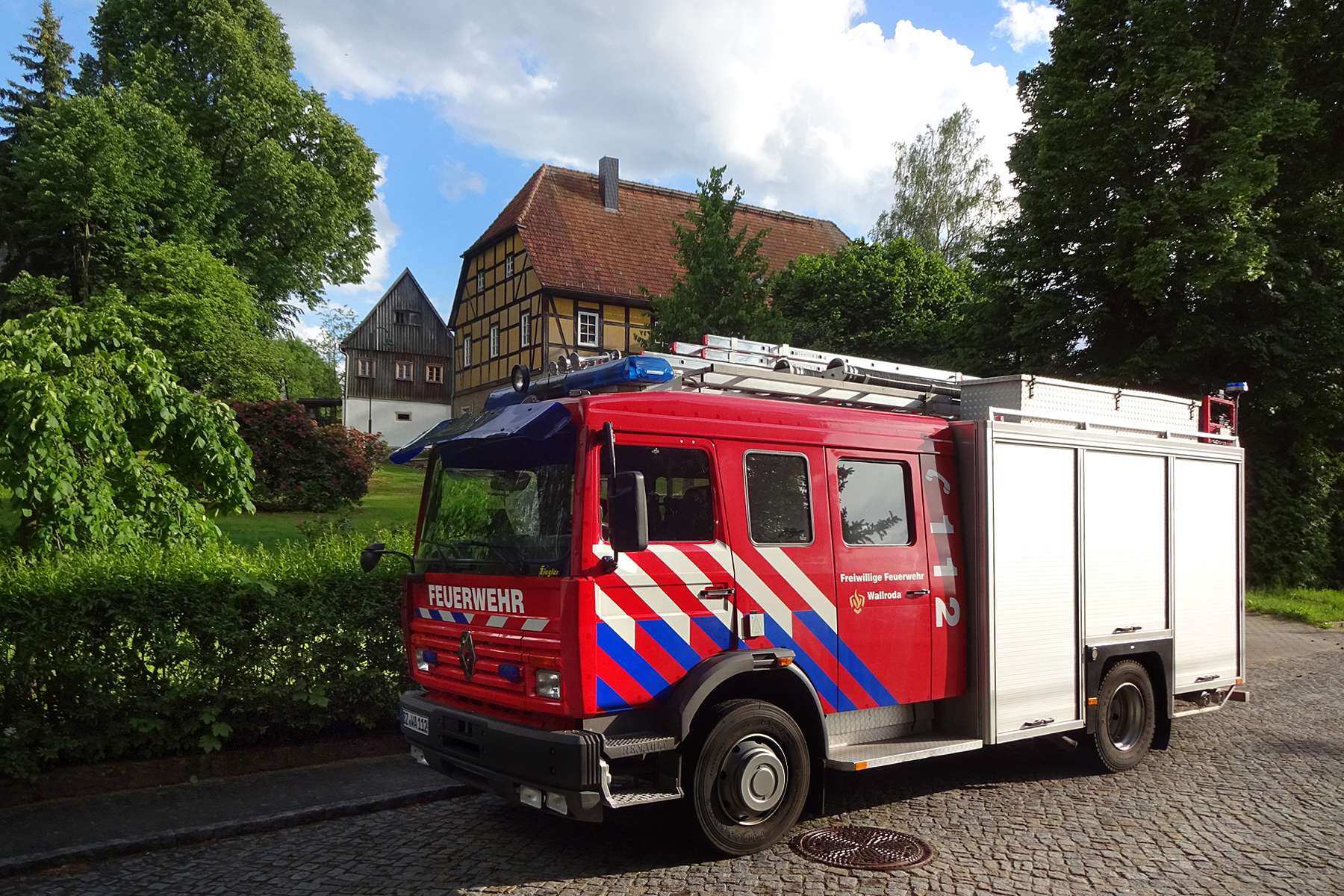
Freiwillige Feuerwehr

Verschiedene eingetragene Vereine prägen das Zusammenleben im Dorf. Beispielsweise gibt es einen Jugendclub, einen Kleingartenverein, einen Tischtennisverein, einen Hobby-Fußballverein sowie den Förderverein der Feuerwehr Wallroda.
Am 29. März 1943 wurde mit drei Kameraden der Landwacht und anderen Einwohnern des Ortes die Freiwillige Feuerwehr Wallroda gegründet. In der Gründungsversammlung wurden insgesamt 23 Feuerwehrleute vereidigt.
Unter der Leitung der Freiwilligen Feuerwehr Wallroda wird jährlich im September das Röderfest veranstaltet. Weitere regelmäßige Veranstaltungen sind das Weihnachtsbaumverbrennen am Anfang des Jahres und das Fußballturnier für Amateurmannschaften aus den umliegenden Orten. In den 1990ern und Anfang der 2000er Jahre veranstaltete der Storchenverein, welcher zum Schutz und zur Pflege der Wallrodaer Störche und Storchennester gegründet wurde, regelmäßig das Storchenfest Wallroda am Eingang zum Hüttertal.

### Sonstiges

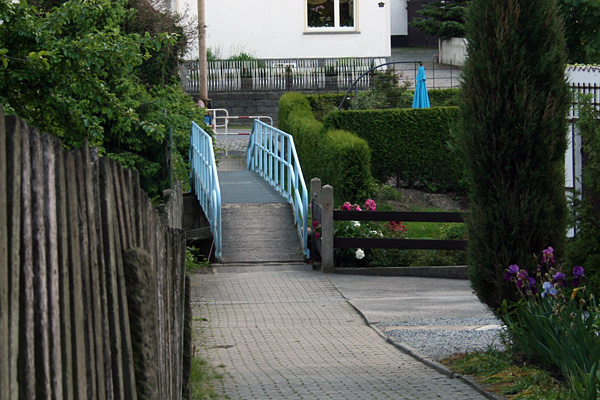
„Blaues Wunder“

Eine Fußgängerbrücke über die Große Röder wird aufgrund der charakteristischen Farbe ihres Geländers seit mehreren Generationen von den Einheimischen als Blaues Wunder bezeichnet.
Die durch die Große Röder getrennten Ortshälften werden von den Einwohnern traditionell als Quarkseite (rechtsseits) und Speckseite (linksseits der Röder) bezeichnet. Diese Bezeichnung beruht nach Überlieferungen darauf, dass linksseits der Röder früher vor allem wohlhabende Bauernfamilien lebten, die sich teurere Lebensmittel (Speck) leisten konnten, während auf der anderen Seite des Dorfes vergleichsweise Armut herrschte und die Bewohner dort dadurch auf billige Nahrungsmittel (Quark) angewiesen waren.

## Bildung
Mitte des 16. Jahrhunderts wurde in Wallroda die erste Dorfschule eröffnet. 1805 erfolgte an der Stelle des alten Gebäudes (Hauptstraße, seit 2008 Großröhrsdorfer Straße) ein Neubau der Schule. Die stetig steigende Zahl der schulpflichtigen Kinder erforderte um 1900 den Bau eines größeren Schulgebäudes im Zentrum des Dorfes. Die Straße zur neuen Schule erhielt den Namen Schulberg. Bis 1975 gab es einen eigenen Schulbetrieb im Ort, danach erfolgte die Eingliederung Wallrodas in den Schulbereich Arnsdorf. Die Schulspeisung verblieb auch nach der Einstellung des Schulbetriebes im Dorf. Bis zur Wende wurden Schulküche und Speisesaal des neuen Schulgebäudes für die schulpflichtigen Wallrodaer Kinder bewirtschaftet.

## Wirtschaft und Verkehr

### Wirtschaft
Ein wichtiger Wirtschaftsfaktor in Wallroda ist die Landwirtschaft. Rings um das Dorf liegen weitläufige Ackerflächen. Mehrere große Bauernhöfe finden sich im Ortsbild. Neben dem Ackerbau wird im Dorf auch Nutztierhaltung betrieben.
Im Dorf haben unter anderem mehrere Handwerksbetriebe und eine Spedition ihren Firmensitz, des Weiteren eine Zoohandlung, eine Kunstblumenmanufaktur sowie ein Futtermittelhandel. Außerdem gibt es eine Kfz-Werkstatt und eine Tierarztpraxis.
Die Produkte der seit 1998 im Ort ansässigen Kunstblumenmanufaktur Heide Steyer genießen internationales Ansehen. Die Hutmacher des englischen Königshauses zählen unter anderem zum Kundenkreis. So trug zum Beispiel Camilla Parker Bowles zu ihrer Hochzeit mit Prinz Charles Blumen aus Wallroda. Auch Queen Elisabeth II. besaß einige Exemplare. Claudia Schiffer trug bei einer Fotoserie von Karl Lagerfeld, die für die Zeitschrift Vogue aufgenommen wurde, Kunstblumen aus Wallroda im Haar. Im Hollywood-Blockbuster Titanic kamen ebenfalls Blumen aus Wallroda an den Kostümen der Schauspieler zum Einsatz.

### Verkehr

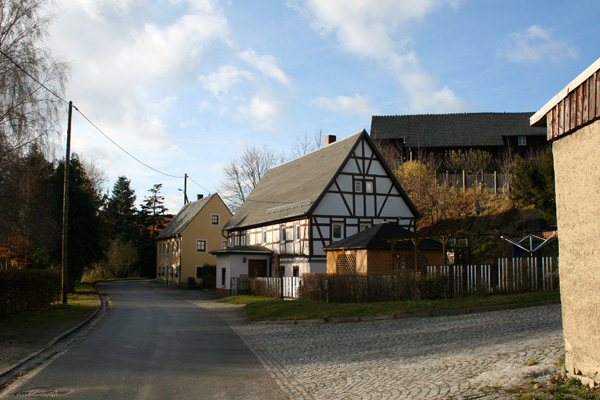
Fachwerkhaus auf der Mühlstraße

Wallroda liegt an der Staatsstraße (S) 159. In Richtung Radeberg liegt die Anbindung an die 2008 neu errichtete Ortsumgehung Großerkmannsdorf/Radeberg der S 177. Die Kreisstraße 9254 führt nach Kleinröhrsdorf. Wallroda wird von der Buslinie 755 des Regionalbus Oberlausitz angefahren, die in den Verkehrsverbund Oberelbe (VVO) eingebunden ist. Der Fernwanderweg Lausitzer Schlange verläuft, aus dem Hüttertal kommend, durch den Ort in Richtung Talsperre Wallroda. Außerdem ist Wallroda eine Station des Westlausitzer Radwanderwegs „Produktroute“.
Nach der Gemeindereform 1999 traten in der Gemeinde Arnsdorf und ihren Ortsteilen einige mehrfach vorkommende Straßennamen auf. Um Verwechslungen der Straßen zu vermeiden, wurden am 1. Januar 2008 in Wallroda und den anderen Ortsteilen die entsprechenden Namen geändert.